# Archaeocrunoecia aperta
Archaeocrunoecia aperta is een fossiele soort schietmot uit de familie Lepidostomatidae.